# Ioulia Païevska
Ioulia Païevska née le 19 décembre 1968 à Kiev, est une médecin, activiste et personnalité publique ukrainienne.
Le 8 mars 2023, elle reçoit le prix international de la femme de courage.

## Biographie
Elle a fait ses études de médecine à l'Université nationale d'éducation physique et du sport d'Ukraine et fut une professeure d'Aïkido. Elle a participé à l'Euromaïdan sous le pseudonyme de Taïra. Fondatrice des anges de Taïra, elle participe à la guerre du Donbass et commandait le 61e hôpital mobile. Elle fut entraîneuse pour la préparation des Jeux Invictus des ukrainien(ne)s.
Lors de l'Invasion de l'Ukraine par la Russie depuis 2022 elle fut capturée avec son chauffeur ; elle enregistrait avec une caméra embarquée ses activités à Marioupol.

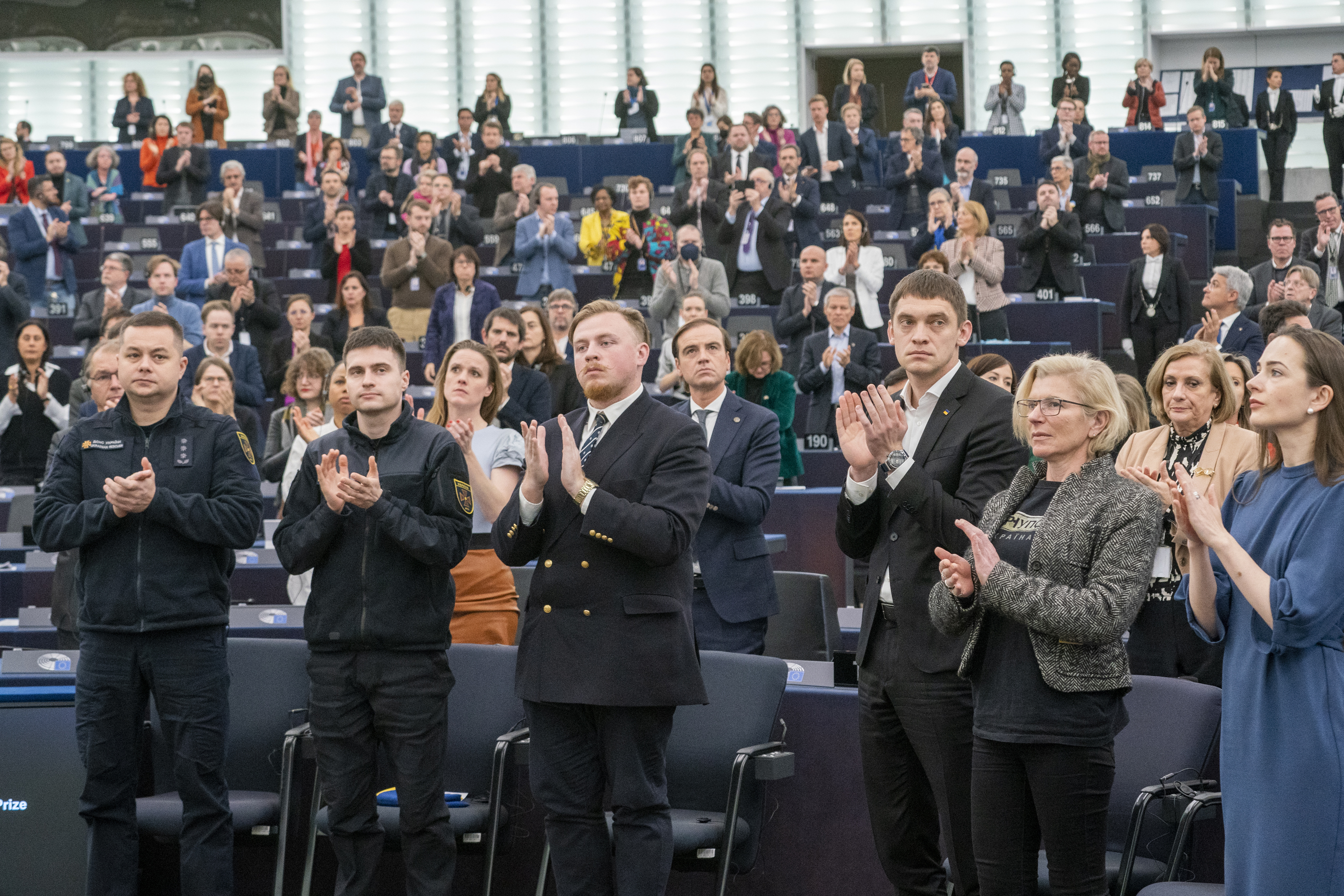
Pour le Prix Sakharov en 2022 avec Oleksandra Matviïtchouk, Ivan Fedorov.
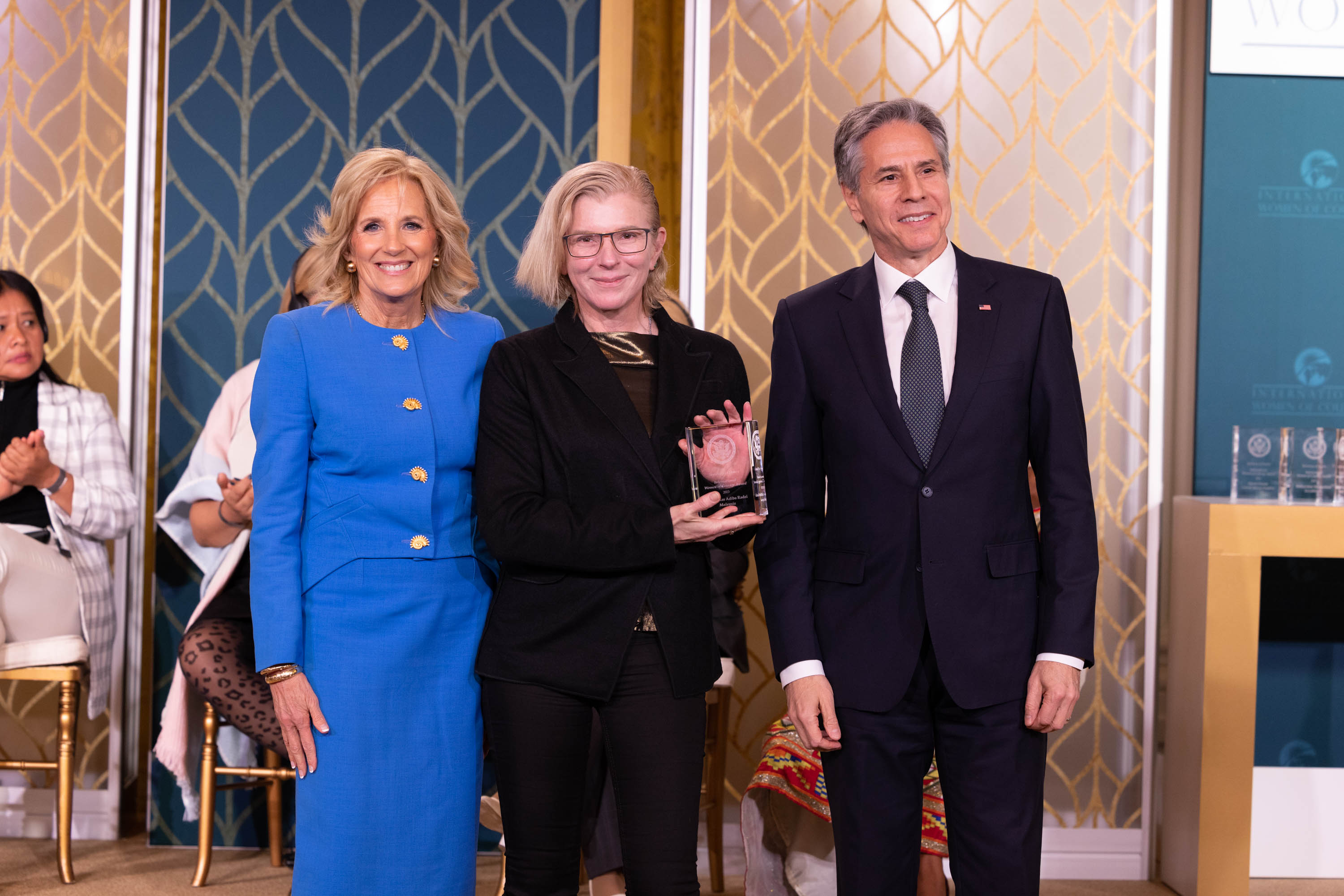
Avec Jill Biden et Antony Blinken en mars 2023 recevant le Prix international de la femme de courage.